# 괘서사건
괘서 사건(掛書事件)은 조선 중기 이후 삼정의 문란과 세도 정치에 시달린 일반 민중들이 인생의 길·흉·화·복이나 왕조의 운명·성쇠를 예언하는 비기(秘記) 및 참설(讖設) 등을 믿고 괘서·방서(榜書) 등의 벽보를 이용하여 그 비기 및 참설을 민간에 전파시켜 민심을 현혹한 사건이다.

## 개설
1804년(순조 4년) 안악인(安岳人)·이달우(李達宇) 등이 괴상한 가사로 조정을 비방한 일이 있고, 같은 해 상민(常民) 재영(載榮)·성서(性西) 등이 〈관서비기〉(關西秘記)라는 것을 도성의 4문에 게재한 일이 있었다. 더구나 1809년(순조 9년)부터는 십 수 년에 걸쳐 흉년과 기근이 잇달아 일어나 민심이 흉흉하였다. 1811년(순조 11년) 부교리(富校理) 김계하(金啓河)가 상소문에서 우려하였던 바대로 홍경래의 난이 일어났고, 이후에도 민중의 반항과 산적 집단이 각지에서 일어났다. 1817년(순조 17년) 홍경래의 당과 기맥을 통하던 채수영(蔡壽永) 등이 유언비어로 민심을 현혹하다가 처형되었으며, 1819년(순조 19년)에는 남평(南平)의 관노(官奴) 김재점(金在点) 등의 괘서 사건, 1826년(순조 26년)에는 김치규(金致奎)·박형서(朴亨瑞) 등의 괘서 사건이 잇달아 일어나 조선 왕조의 말기적인 증상이 나타나기 시작했다.

## 같이 보기
- 도참
- 삼정의 문란
- 세도 정치